# Embsen
Embsen – miejscowość  i gmina położona w niemieckim kraju związkowym Dolna Saksonia, w powiecie Lüneburg. Należy do gminy zbiorowej Ilmenau.

## Położenie geograficzne
Embsen leży 10 km na południe od Lüneburga.
Od północnego zachodu sąsiaduje z gminą  Südergellersen z gminy zbiorowej Gellersen, od północnego wschodu z Lüneburgiem, od wschodu z gminą Melbeck, od południa z gminą Barnstedt, od południowego zachodu z gminą Betzendorf z gminy zbiorowej Amelinghausen i od zachodu z gminą Oldendorf (Luhe). 
W gminie ma swoje źródła strumień Hasenburger Mühlenbach, przechodzący później w  Hasenburger Bach będący małym lewym dopływem Ilmenau.

## Dzielnice gminy
W skład gminy Embsen wchodzą następujące dzielnice: Heinsen i Oerzen.

## Historia
Najstarszy ślad w Embsen to kościół, obecnie ewangelicki, ufundowany przez rodzinę von Estorff w 1288. Jednak Oerzen było wzmiankowane w dokumencie z Moguncji już w 1104/1105. Jest inny dokument dotyczący Oerzen zachowany do dziś w oryginale z 1298. 
Embsen pojawia się w formie pisemnej w połowie XII wieku w spisie lenn rodziny von Oedeme.

## Komunikacja
Embsen znajduje się 13 km od węzła Lüneburg-Nord na autostradzie A250. Do drogi krajowej B209 w dzielnicy Oerzen jest ok. 1,5 km.